# Michiel de Ruyter
Michiel Adriaenszoon de Ruyter (Vlissingen, 24 maart 1607 – Baai van Syracuse, 29 april 1676) was een Nederlands admiraal.
Michiel de Ruyter (bijgenaamd Bestevaêr, ofwel grootvader) is een van de bekendste zeehelden uit de Nederlandse geschiedenis. Hij wordt algemeen beschouwd als de grootste admiraal van zijn tijd. De Ruyter was afwisselend in dienst van de staat en van reders, en was zelfs een tijdlang als zelfstandig ondernemer actief in de walvisvaart.
De Ruyter begon zijn carrière als eenvoudig Zeeuws zeeman. Rond zijn dertigste jaar had hij zich opgewerkt tot kapitein, eerst in dienst van het koopmanshuis Lampsins varend, later als eigen meester. Vermogend geworden had hij de zee al vaarwel gezegd toen in 1652, bij het uitbreken van de Eerste Engelse Zeeoorlog, de Zeeuwse Admiraliteit met succes een beroep deed op zijn plichtsbesef en hij een belangrijk vlootvoogd werd. Hij bleef van toen af aan bij de marine in vaste dienst, die de hele periode van de eerste drie Engels-Nederlandse oorlogen bestreek. Na de vrede met Engeland in 1653 nam hij als vice-admiraal van de Admiraliteit van Amsterdam deel aan diverse oorlogen in de Oostzee en aan acties tegen piraterij in de Middellandse Zee. Eind 1664 heroverde hij, in de aanloop naar de Tweede Engelse Zeeoorlog, in West-Afrika Nederlandse forten op de Engelsen en voer daarna naar Amerika om daar hun koloniën schade toe te brengen. 
Bij thuiskomst in 1665 werd hij door toedoen van raadpensionaris Johan de Witt in de rang van luitenant-admiraal benoemd tot opperbevelhebber. Dit leidde tot rivaliteit met luitenant-admiraal Cornelis Tromp, een politiek vijand van De Witt. De Ruyter behaalde tijdens de verdere duur van de oorlog belangrijke successen tegen Engeland met als hoogtepunt de Tocht naar Chatham die in 1667 leidde tot een voor Nederland gunstige vrede. In de Derde Engelse Zeeoorlog redde De Ruyter de Republiek der Zeven Verenigde Provinciën van de ondergang door in vier zeeslagen sterkere Engels-Franse vloten in het nauw te brengen. Ondertussen werd zijn vriend De Witt in het Rampjaar 1672 vermoord, met betrokkenheid van Tromp, maar de nieuwe stadhouder Willem III hield De Ruyter aan als bevelhebber in de rang van luitenant-admiraal-generaal. In 1676 sneuvelde De Ruyter bij Sicilië nadat hij met een zwak eskader was uitgezonden om de Spanjaarden te ondersteunen tegen Frankrijk.

## Levensloop

### Vroege jeugd
Michiel de Ruyter werd op 24 maart 1607, om acht uur 's morgens, in Vlissingen geboren. Hij was de zoon van zeeman Adriaen Michielszoon en Alida Jansdochter, het vierde kind in een reeks van elf, van wie de meesten jong stierven. Later werd zijn vader bierdrager. De bierdragers vormden een apart gilde met het alleenrecht op het biertransport in de stad. De naam "Michiel Adriaensen Ruyter" zou hij pas rond 1636 aannemen. Zijn naam werd, zoals in de 17e eeuw gebruikelijk, ook door hemzelf op verschillende wijzen geschreven.
Van De Ruyters jeugd zijn wat details bekend uit verschillende zeventiende-eeuwse biografieën. De betrouwbaarste daarvan is van de hand van Gerard Brandt die, in opdracht van de familie, De Ruyters levensverhaal na diens dood opschreef. Daarbij was het indertijd de gewoonte om allerlei voorvallen aan te halen die een voorteken waren van de toekomstige roem van de beschrevene. Dat De Ruyter al jong onverschrokken was, zou bewezen worden doordat hij als knaap van tien jaar tijdens bouwwerkzaamheden de torenspits van de Grote kerk van Vlissingen beklom en aan de buitenkant weer afdaalde. Natuurlijk werden dergelijke verhalen weleens aangedikt. De vermelding dat hij op een lijnbaan werkte, leende zich daar niet zo voor en is daarom vermoedelijk authentiek. Hij werd daar wegens slecht gedrag weggestuurd en om dezelfde reden van school verwijderd. De jonge De Ruyter was volgens Brandt een branie en vechtersbaas, zij het dan één die een natuurlijke aanvoerder was van zijn schoolkameraden. De Ruyter leerde desalniettemin, getuige zijn vele bewaard gebleven logboeken, redelijk lezen en schrijven, zij het met vele Zeeuwse dialectismen.

### Naar zee

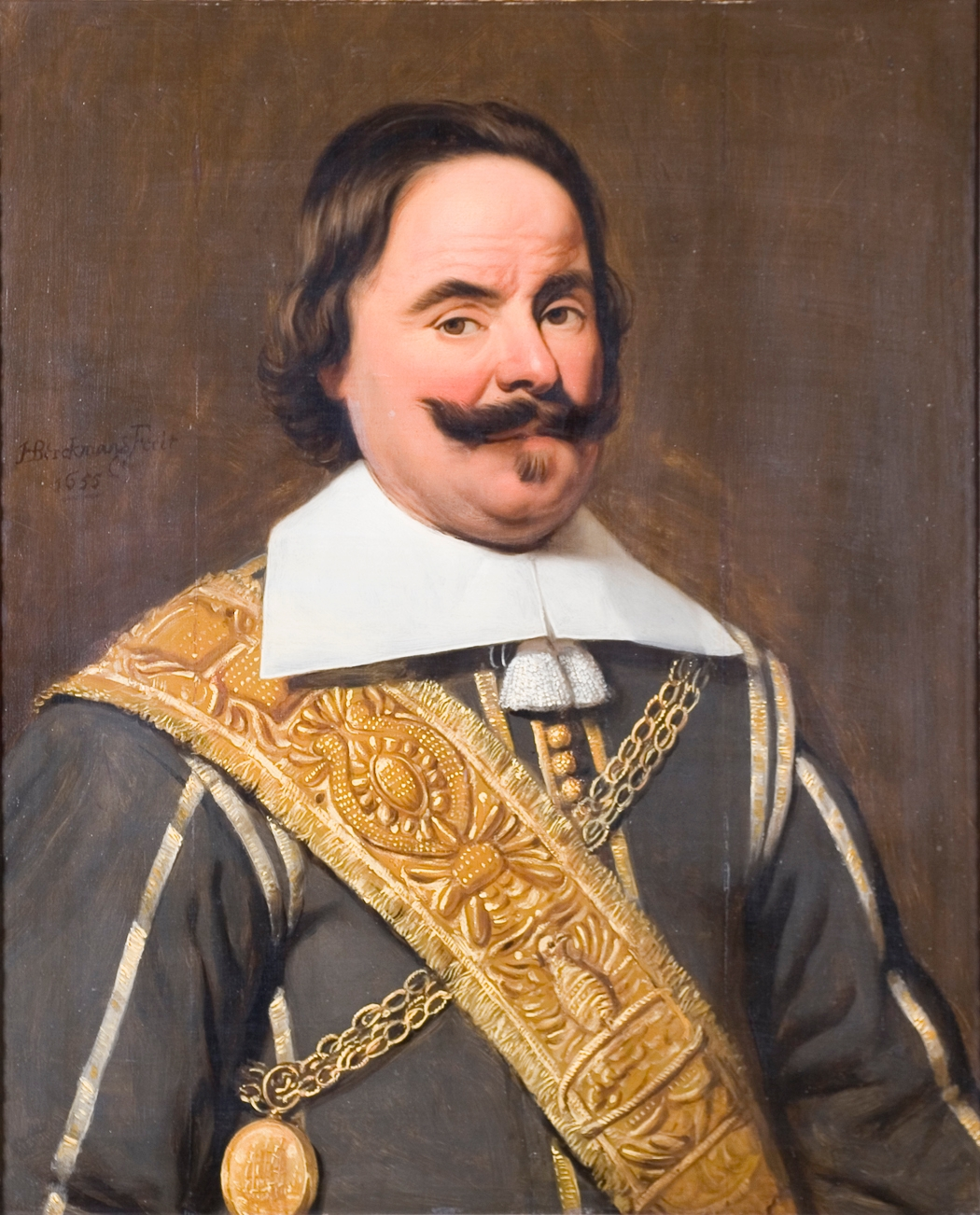
Eerste portret van De Ruyter door Berckman uit 1655

Op elfjarige leeftijd, op 3 augustus 1618, ging hij als hoogbootsmansjongen voor het eerst naar zee. Volgens eigen zeggen was dat van jongs af aan zijn diepste wens geweest. Hij werd op een latere reis door de Spanjaarden gewond gevangengenomen, ontsnapte bij A Coruña en liep met een paar kameraden terug naar Nederland. Jeugdboekenauteur John Brosens trof er in Spaanse archieven gegevens over aan en schreef er het boek Koers pal Noord over.
In 1622 kwam hij onder de hoede van een oom van moederszijde die ruiter was in het leger van stadhouder Prins Maurits van Oranje dat toen bij Kleef lag. Met zijn oom nam hij als busschieter deel aan de strijd rond het Beleg van Bergen op Zoom dat in het kader van de Tachtigjarige Oorlog belegerd werd door de Spaanse Nederlanden. "Busschieter" was een woord dat zowel een musketier als een kanonnier kon aanduiden maar het was het waarschijnlijkst dat hij een artillerist was omdat er altijd een groot gebrek was aan geoefende geschutbemanningen en in die rol vaak zeelieden werden aangeworven. Hij nam deel aan het ontzet, op 2 oktober 1622, van deze stad waar de familie van zijn vader vandaan kwam: hij was vernoemd naar zijn grootvader Michiel die daar een boerderij had. De overlevering wil dat Michiel om deze oom, die hij graag mocht, te eren, later de naam De Ruyter aannam. De schrijfwijze stond niet vast, evenmin als het voorvoegsel de; allerlei spellingvarianten zijn in de geschriften terug te vinden.
In 1622 voer hij voor het eerst uit als hoogbootsmansmaat op een oorlogsschip. Het is onbekend hoelang zijn eerste zeedienst bij de marine geduurd heeft. Tot 1631 was De Ruyter in Dublin handelsagent voor het Vlissingse koopmanshuis Lampsins. Hij leerde daar vloeiend Iers spreken. Uit die tijd stamt vermoedelijk het beroemde verhaal dat De Ruyter, terugkerend uit Ierland, een enterpoging van de Duinkerker Kapers afsloeg door het dek en de buitenzijde van zijn schip met Ierse roomboter in te smeren. In een ander incident won hij een "prijs", buitschip, van de Duinkerkers terug door er brutaalweg op af te varen, hoewel zijn eigen vaartuig maar zeventien man aan boord had en de Duinkerker honderdtwintig opvarenden telde en twintig stukken geschut; De Duinkerker gaf zijn prijs op in de veronderstelling dat alleen een sterker oorlogsschip zo zou durven aanvallen. Bij weer een andere gelegenheid werd De Ruyter door een pikhouweel aan het hoofd gewond toen hij een Duinkerks schip enterde, volgens Brandt de enige serieuze verwonding die De Ruyter in zijn leven zou oplopen vóór de laatste fatale treffer in 1676.
Op 16 maart 1631 trouwde hij, onder de naam Machghyel Adriaenszoon, met de boerendochter Maayke Velders uit Grijpskerke. Zij stierf op 31 december in het kraambed en zijn eerste kind, Alida of Aaltje, overleed drie weken later.

### Stuurman

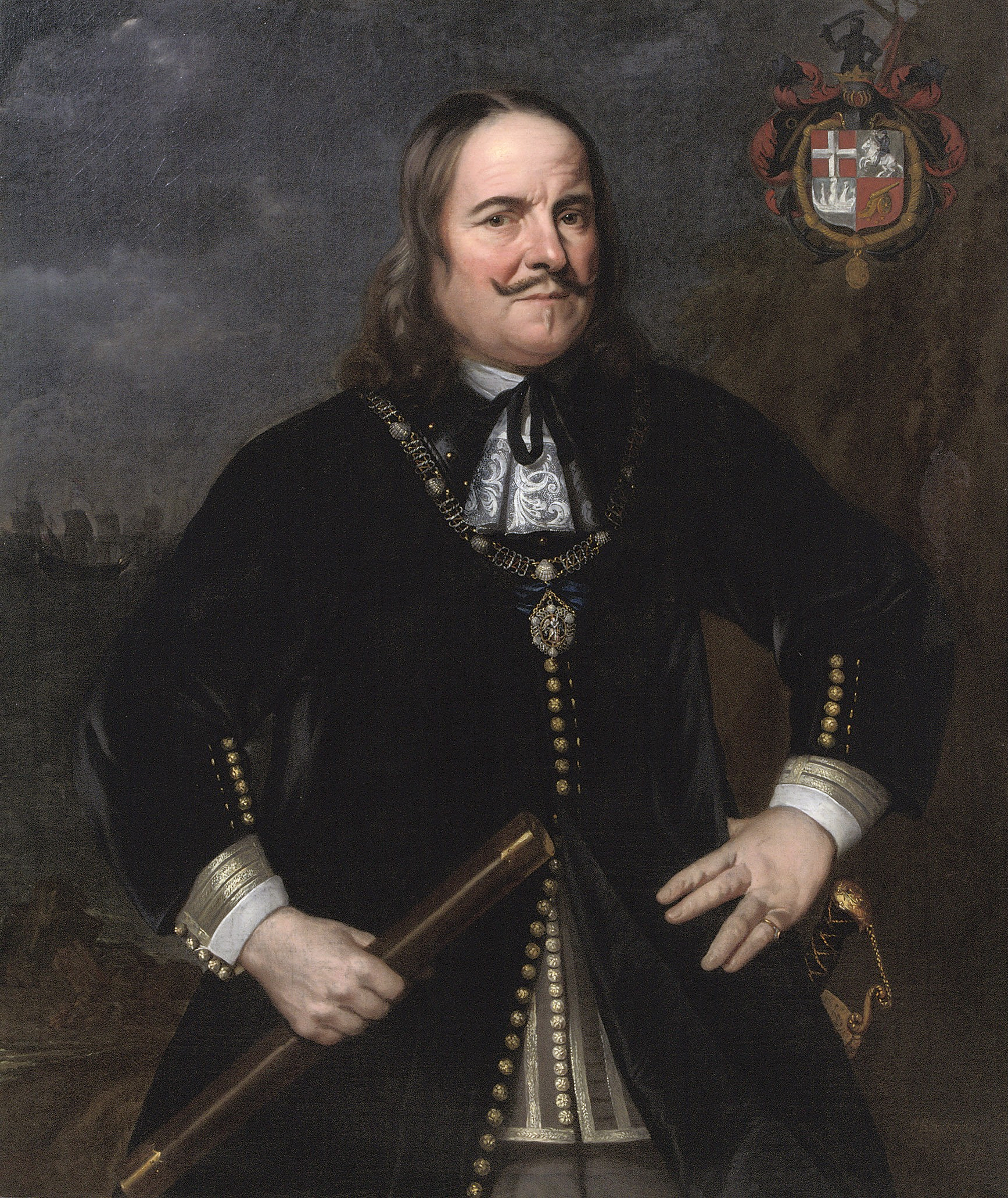
Michiel de Ruyter (1668)

Michiel de Ruyter

In 1633 nam De Ruyter als stuurman dienst op een walvisvaarder, de Groene Leeuw, van de Noordse Compagnie, met als bestemming Jan Mayen. De reis duurde van 8 mei tot 8 september 1633. In 1635 voer hij op hetzelfde schip, nog steeds als stuurman, naar Spitsbergen. Hij was verder actief op de route naar Zuid-Amerika.
Het lijkt er op dat de bijnaam De Ruyter vooral door anderen is gegeven: pas in april 1637 ondertekende Michiel zover bekend voor het eerst met deze naam, als Machghyel Adriaensen Ruyter. Op 1 juli 1636 huwde De Ruyter zijn tweede vrouw Neeltje Engels (1607–1650). Op 27 september 1637 wordt een zoon geboren, Adriaen (1637–1655), en twee jaar later een dochter, Cornelia (Neeltje, 1639–1720). In 1641 krijgen ze een derde kind dat na enkele dagen ongedoopt overlijdt. In 1642 komt er nog een dochter, die zij Alida of Aaltje (1642–1679) noemen, zoals zijn overleden allereerste dochter. Op 2 mei 1649 wordt hun laatste kind Engel de Ruyter (1649–1683) geboren, ruim een jaar later overlijdt zijn echtgenote.
De Ruyter had toen al een kapitaal opgebouwd van vele duizenden guldens en het poorterschap (burgerrecht) van Vlissingen verworven.

### Kapitein
Op 23 april 1637 zeilde De Ruyter uit als kapitein van een directieschip: een particuliere oorlogsbodem van de Vlissingse reders Lampsins. Het particulier initiatief moest de zwakke oorlogsvloot bijstaan in de strijd tegen de Duinkerker Kapers. Zeeland had geen officiële directiekamer en daarom is deze tocht als kaapvaart te omschrijven.
In 1640 werd hij kapitein op de koopvaarder Vlissinge, opnieuw een schip van Lampsins, en maakte een aantal tochten naar West-Indië.

### Schout bij nacht

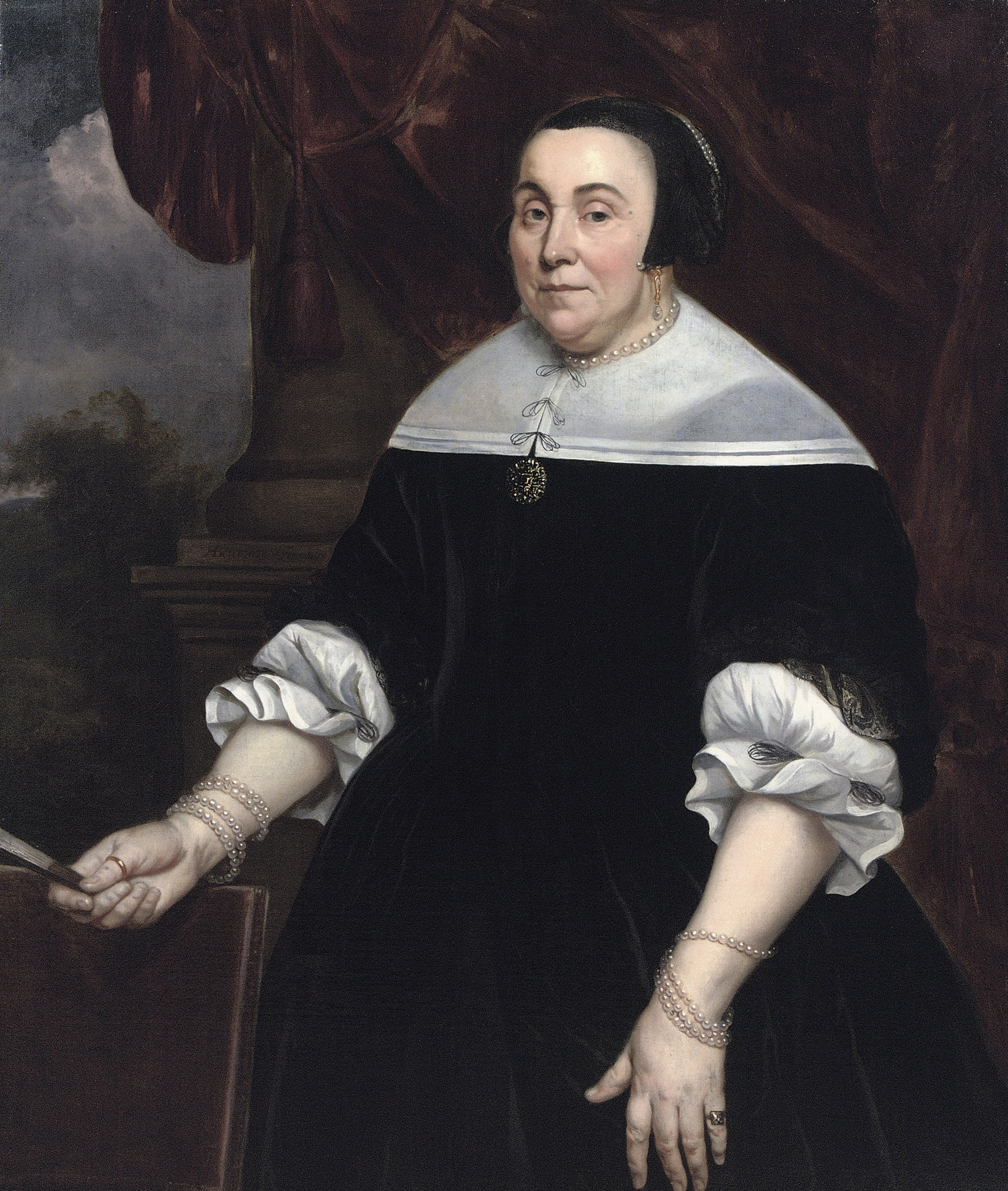
De Ruyters derde vrouw, Anna van Gelder (1668)

In 1641 was hij onder admiraal Artus Gijsels schout-bij-nacht en kapitein op De Haze, tijdens de Zeeslag bij Kaap Sint-Vincent om de Portugezen bij te staan in hun opstand tegen Spanje.
Van 1644 tot en met 1651 maakte De Ruyter met zijn schip de Salamander vele handelstochten op Marokko en West-Indië voor eigen rekening. In 1650 verbleef De Ruyter meer dan acht maanden in Santa Cruz (het huidige Agadir). De reden is niet bekend. Wel liet De Ruyter optekenen dat hij daar "met veel verdriet" was. Zijn reizen naar Marokko waren zeer profijtelijk. Hij verkocht wapens, peper, bijlen, zilveren kroezen, kistjes en hoeden aan Sidi Ali ben Mohammed, de leider van een opstandige zuidelijke provincie. Later verjoeg hij de Algerijnse zeerovers die met hun boten de haven van Salé blokkeerden. Hij werd vervolgens met de grootste eer in die stad ontvangen. Van zijn intocht maakte Herman Padtbrugge een gravure (collectie Maritiem Museum Rotterdam).
Na de dood van zijn tweede vrouw op 15 september 1650 hertrouwde De Ruyter op 8 januari 1652 met de zeemansweduwe Anna van Gelder (1614–1687). Zij had een dochter en een zoon uit een eerder huwelijk. Hij kocht een fraai huis op de hoek tussen de Lange Nieuwstraat en het Groenewoud, en besloot te gaan rentenieren. Later dat jaar wordt dochter Margaretha geboren. Zijn laatste kind is Anna die geboren werd in 1655 en in 1666 aan de pest overleed.

### Voorgoed bij de marine: Eerste Engelse Zeeoorlog
In 1652 brak de Eerste Engels-Nederlandse Oorlog uit. De Nederlandse vloot was sinds de Vrede van Münster in 1648 sterk verwaarloosd en moest nu snel worden uitgebreid om het te kunnen opnemen tegen de vele zware schepen die de Britse Lord Protector Oliver Cromwell in die jaren had laten bouwen. De Admiraliteit van Zeeland deed een beroep op De Ruyters plichtsbesef en hij ging op 29 juli 1652, zij het met tegenzin, weer in zeedienst. De provincie Zeeland rustte een particulier betaald hulp-eskader van directieschepen uit, voornamelijk haastig omgebouwde koopvaarders, en De Ruyter werd commandant. Hij werd vice-commandeur (onderbevelhebber) onder vice-admiraal Witte de With; tijdens diens afwezigheid voerde hij, op zijn vlaggenschip de Kleine Neptunis, een eskader aan dat op 23 augustus 1652 in de Slag bij Plymouth "admiraal" (General-at-Sea) George Ayscue versloeg in Het Kanaal.
Dit was de eerste Nederlandse overwinning in deze oorlog en de onbekende De Ruyter was plotseling een zeeheld geworden, de "Zeeuwse Zeeleeuw". Op 1 december 1652 werd hij benoemd tot commandeur bij de Zeeuwse admiraliteit, een rang die daar gelijkstond aan schout-bij-nacht. Zijn meerdere was de Zeeuwse vice-admiraal Johan Evertsen. De Ruyter vocht als eskadercommandant mee in de Slag bij de Hoofden, de Slag bij de Singels, de Driedaagse Zeeslag en de Zeeslag bij Nieuwpoort. Bij de Slag bij Ter Heijde was hij de enige commandant die Tromps vlaggenschip de Brederode kon bereiken om met eigen ogen het lijk van luitenant-admiraal Maarten Tromp te aanschouwen. Hij adviseerde Egbert Bartolomeusz Kortenaer het sneuvelen van de bevelhebber geheim te houden. De Ruyter bouwde tijdens deze slagen de reputatie op van een betrouwbaar en kundig commandant. In de Driedaagse Zeeslag veroverde hij tijdelijk de Prosperous van 42 stukken met zijn schip de Witte Lam van 40 stukken, zijn vlaggenschip in de latere slagen.

### Viceadmiraal

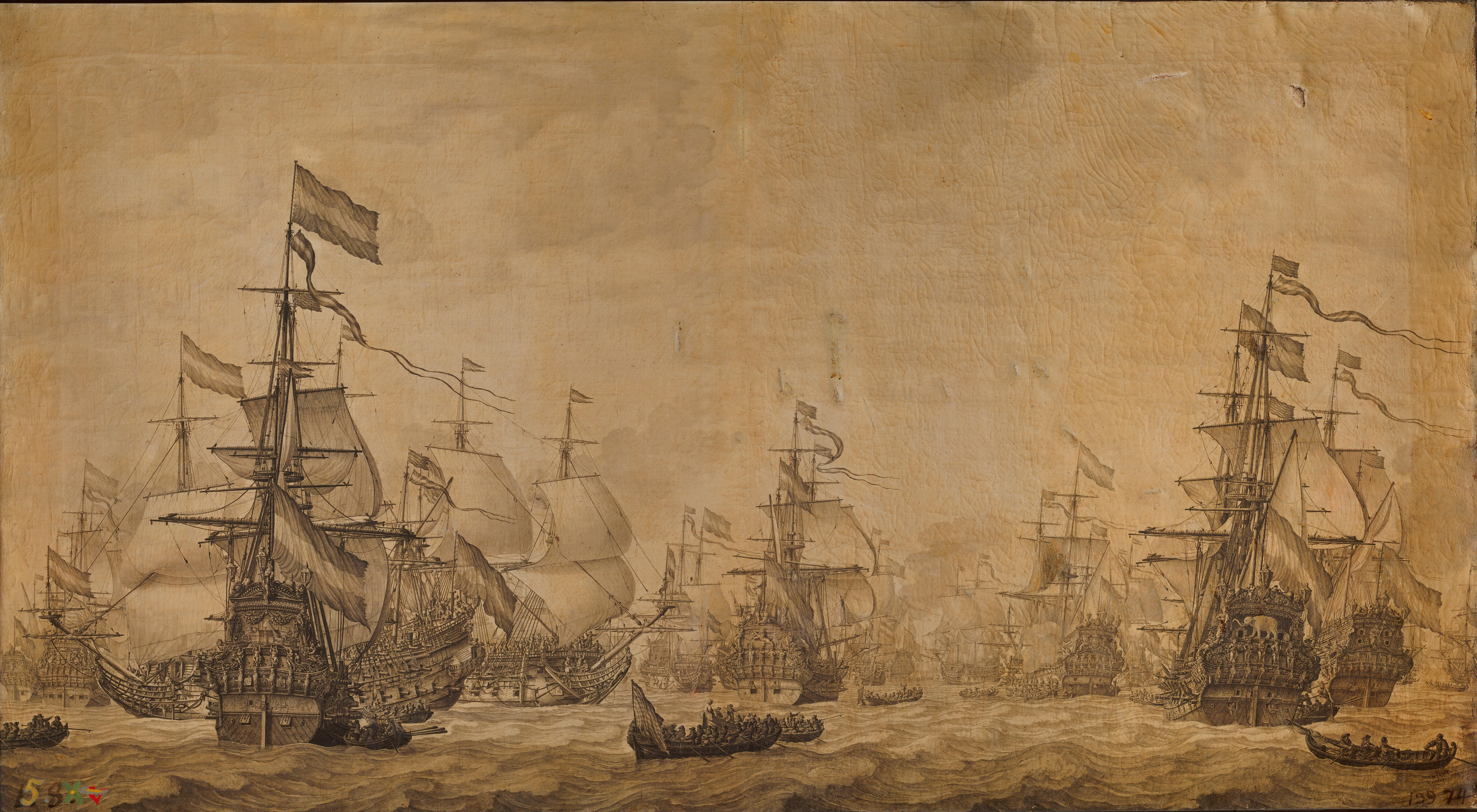
Schilderij van Willem van de Velde de Oude, (v.l.n.r.): Tijdverdriff of Huis Tijdverdriff en Olifant of Witte Olifant (op de voorgrond); Gouden Leeuw, Hof van Zeeland en Vrijheid (midden); en Zeven Provinciën (op de achtergrond).

Na de oorlog moest er een opvolger benoemd worden voor Maarten Tromp. Dit speelde tijdens het Eerste Stadhouderloze Tijdperk toen voor de meeste provincies geen stadhouder benoemd werd. De Orangisten wilden, in reactie hierop, de macht van de jonge Willem III van Oranje-Nassau vergroten. Het Staatse bewind poogde daarom de invloed van prinsgezinde admiraals zoveel mogelijk te beperken. Van De Ruyter was bekend dat hij in deze zaak een politiek neutrale positie innam. Raadpensionaris Johan de Witt oefende daarom grote druk op De Ruyter uit om bevelhebber te worden, maar deze weigerde. Hij schuwde vermoedelijk de politieke verwikkelingen maar wilde ook oudere en hoger in rang staande admiraals, zoals Jan Evertsen en Witte de With, niet passeren. De Ruyter bleef echter in dienst bij de marine: op 2 maart 1654 werd hij viceadmiraal bij de Admiraliteit van Amsterdam, aldaar de hoogste rang. Dat was al een belangrijke promotie want deze admiraliteit leverde samen met de Admiraliteit van de Maze de meeste schepen. Daarbij was er in deze jaren een aanzienlijke vlootopbouw, de zogenaamde "Nieuwe Marine", door het dienst nemen van een zestigtal zwaardere schepen.
De Ruyter en zijn gezin verhuisden in 1655 naar Amsterdam en kochten een huis aan de Buitenkant, het tegenwoordige Prins Hendrikkade 131. De marine had in deze tijd verschillende taken. Allereerst moesten de zeeroutes beschermd worden, vooral die in de Middellandse Zee tegen kapers uit Noord-Afrika en zeerovers uit Frankrijk. Daarnaast wilde men een tegenwicht bieden aan de veroveringsplannen van Karel X van Zweden die het hele Oostzeegebied in zijn macht dreigde te brengen, terwijl op de "Oostvaart" de meeste Nederlandse handelswinst gemaakt werd. Ten slotte probeerde men de laatste resten van het Portugese koloniale rijk alsnog over te nemen. De acties van De Ruyter tussen 1655 en 1664 spelen zich alle af in dit ruimere kader.
In 1655 maakte De Ruyter met de Huis Tijdverdrijf een expeditie naar de Middellandse Zee tegen Algiers. In 1656 was hij deel van de vloot die Danzig ontzette, de stad waarmee de Nederlanders de meeste handel dreven, en die door de Zweden, die heel Polen al bezet hadden, werd belegerd. In 1657 en 1658 voerde hij blokkadeacties uit voor de kust van Portugal. In 1659 commandeerde hij een hulpvloot die de nieuwe bevelhebber luitenant-admiraal Jacob van Wassenaer Obdam moest bijstaan bij het heroveren van de Deense eilanden na diens overwinning tegen de Zweden in de Slag in de Sont die een totale nederlaag van Denemarken afgewend had. De Ruyter bevrijdde Nyborg op Funen, waarbij hij grote persoonlijke moed toonde door na een vastgelopen eerste aanval incognito voorop te gaan bij de bestorming van de vijandelijke stellingen. Uit dankbaarheid werd hij door Frederik III van Denemarken op 1 augustus 1660 als ridder in de adelstand verheven. Hij kreeg daarbij ook een familiewapen met in de vier kwartieren respectievelijk een geharnaste ruiter, een stuk landgeschut, een oorlogsschip en de Dannebrog, de Deense vlag. Beide mannen onderhielden hierna een persoonlijke vriendschap. De Ruyter kreeg van Frederik het recht handel te drijven op Noorwegen, dat toen onder de Deense kroon stond, en richtte daartoe in 1660 de Noordkaapse Compagnie op die tot 1664 actief bleef. De compagnie richtte zich op de walvisvaart, daarnaast op de handel in lever en kuit van kabeljauw.

#### Strafexpeditie tegen Engeland

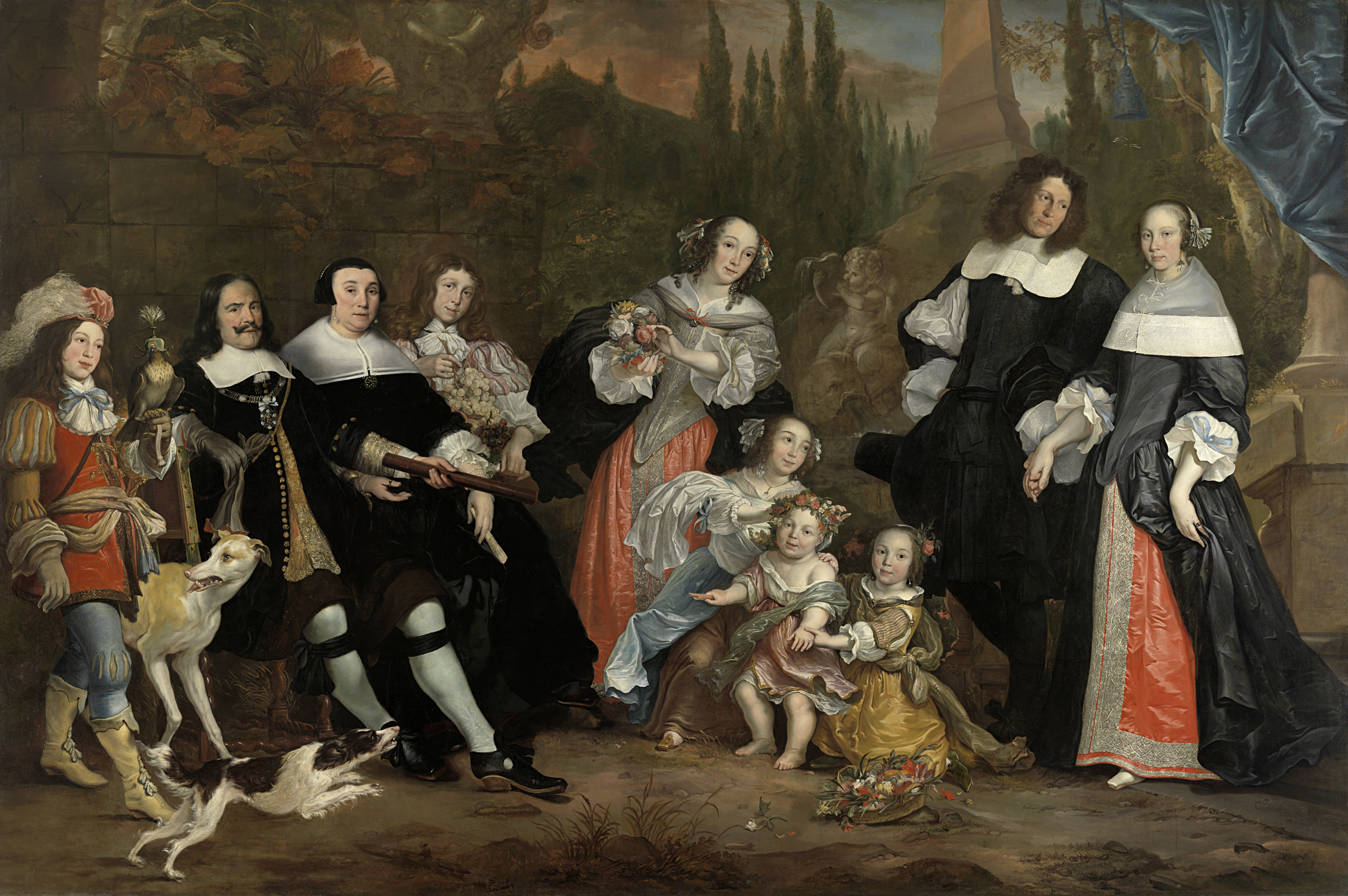
Familieportret uit 1662

Van 1661 tot 1663 was De Ruyter met een flottielje actief tegen de Barbarijse zeerovers en dwong hun een verdrag af. Die verbraken dat verdrag bijna onmiddellijk nadat hij verdwenen was, zodat hij er in 1664 opnieuw op uitgestuurd werd. Weer in de Middellandse Zee aangekomen, vernam hij al snel dat er dringender zaken waren. De broer van de Engelse koning Karel II van Engeland, de latere Jacobus II van Engeland, had besloten de bezittingen van de West-Indische Compagnie in zijn macht te brengen. Hij liet de Nederlandse kolonie in Noord-Amerika Nieuw-Nederland bezetten en stuurde admiraal Robert Holmes eropuit om de Nederlandse factorijen in West-Afrika te veroveren om zo de lucratieve slavenhandel over te nemen.
Raadpensionaris De Witt besloot het er niet bij te laten zitten. Om te voorkomen dat Orangisten de plannen aan Engeland zouden doorbrieven, liet hij de Staten van Holland en West-Friesland heimelijk als hamerstuk een bevel aan De Ruyter aannemen om de verloren bezittingen te heroveren. Op 5 oktober 1664 vertrok de vloot van De Ruyter van Cádiz uit naar het zuiden. Het flottielje bestond uit twaalf schepen waarvan De Ruyter de Spiegel met 68 stukken als vlaggenschip gebruikte. Van de expeditiemacht maakten, naast zijn zoon Engel de Ruyter, tal van latere zeehelden deel uit: vice-admiraal Jan Corneliszoon Meppel, Enno Doedes Star, Willem van der Zaen, Gideon de Wildt, Isaac Sweers en de broers Aert Jansse van Nes en Jan Jansse van Nes. Tussen De Ruyter en Aert van Nes zou zich een hechte professionele relatie ontwikkelen. Het eiland Gorée (Goeree) ontruimden de Britten op 22 oktober na een ultimatum, en ze moesten de lading van acht van hun koopvaarders verkopen. De Ruyter ontmoette er onverwacht een jeugdvriend uit Vlissingen: Jan Compagnie (Jan Kompany bij Brandt) die, als kind tot slaaf gemaakt, later vanuit Afrika naar Zeeland vervoerd was en nu als zetbaas van de WIC werkte. Om de Britten te straffen verwoestte De Ruyter hun factorijen. Freetown werd geplunderd en het fort Witsen heroverd. Hij bezocht aan de Goudkust op 7 januari 1665 het Nederlandse fort Elmina en veroverde begin februari het sterke Engelse fort Cormantine, het latere fort Amsterdam. Het scheepsjournaal dat De Ruyter gedurende deze expeditie bijhield vormt een leesbare reisbeschrijving. Het werd in 1961 uitgegeven door de Linschoten-Vereeniging.
Teruggekeerd in Elmina en de aankomst van aangekondigde Britse en Nederlandse vloten afwachtend, kreeg De Ruyter het bericht dat die niet zouden arriveren en dat hij de Atlantische Oceaan over moest steken om de Engelse koloniën in Amerika te teisteren. Op 27 februari zette hij weer zee. Om een gunstige oostelijke passaat te winnen voer de vloot eerst zuidoostelijk, tot ver over de evenaar, om op 15 maart de steven te wenden in westelijke richting. Op 30 april overviel De Ruyter Barbados maar het bleef bij beschietingen van de forten en een dertigtal op de rede liggende koopvaarders. Hierop sloeg men voorraden in op het Franse Martinique, bezocht Sint Eustatius, nam negen Engelse koopvaarders en een fregat die men toevallig ontmoette en verkocht de buit weer op het Franse St Kitts. Op 15 mei vertrok men naar Bermuda. De krijgsraad van de vloot zag daar af van een herovering van Nieuw-Nederland omdat men een hinderlaag door een sterkere Engelse vloot vreesde – die daar overigens niet aanwezig was. In plaats daarvan voer men naar het eiland Newfoundland (Terreneuve), onderwijl een Engelse haringvloot onderscheppend. De stad St. John's, tegenwoordig gelegen in Canada, werd er op 16 juni 1665 ingenomen en onder meer de kabeljauwrokerij werd er verwoest. De stad werd gedurende vier dagen bezet, waarna de Nederlanders met een oorlogsbuit bestaande uit onder andere twee schepen en enkele kanonnen opnieuw vertrokken.
Op 21 juni 1665 zette men koers naar Europa om op 18 juli bij de Faeröer aan te komen. Langs de Shetlands varend kreeg men op 22 juli van het adviesjacht De Verlooren Zoon bericht dat een sterker Engels eskader op de Noordzee kruiste om de expeditiemacht te onderscheppen. Daarom besloot men bij het neutrale Noorwegen te wachten tot de weg vrij was. De spectaculaire tocht had namelijk sterk de aandacht getrokken in Europa. Voorheen had De Ruyter wel een zekere naam gemaakt in buitenlandse maritieme kringen maar het internationale publiek kende hem nauwelijks. Door zijn successen in de koloniën nam zijn roem enorm toe. Voor de Engelse bevolking werd hij de belichaming van de vijand. Vandaar dat de Britten erop gebeten waren hem nu te 'vangen'. De Ruyter durfde geen Noorse haven binnen te vallen, uit angst daar geblokkeerd te zullen worden. Geholpen door mistbanken glipte men via Jutland en Helgoland langs de Engelse vloot om uiteindelijk de Westereems binnen te varen waar men op 6 augustus in Delfzijl een veilige haven vond. Daar werd De Ruyter door de uit alle gewesten toestromende Nederlandse bevolking als een held ontvangen. Intussen hadden zich stormachtige ontwikkelingen voorgedaan in de Nederlandse republiek.

### Tweede Engelse Zeeoorlog

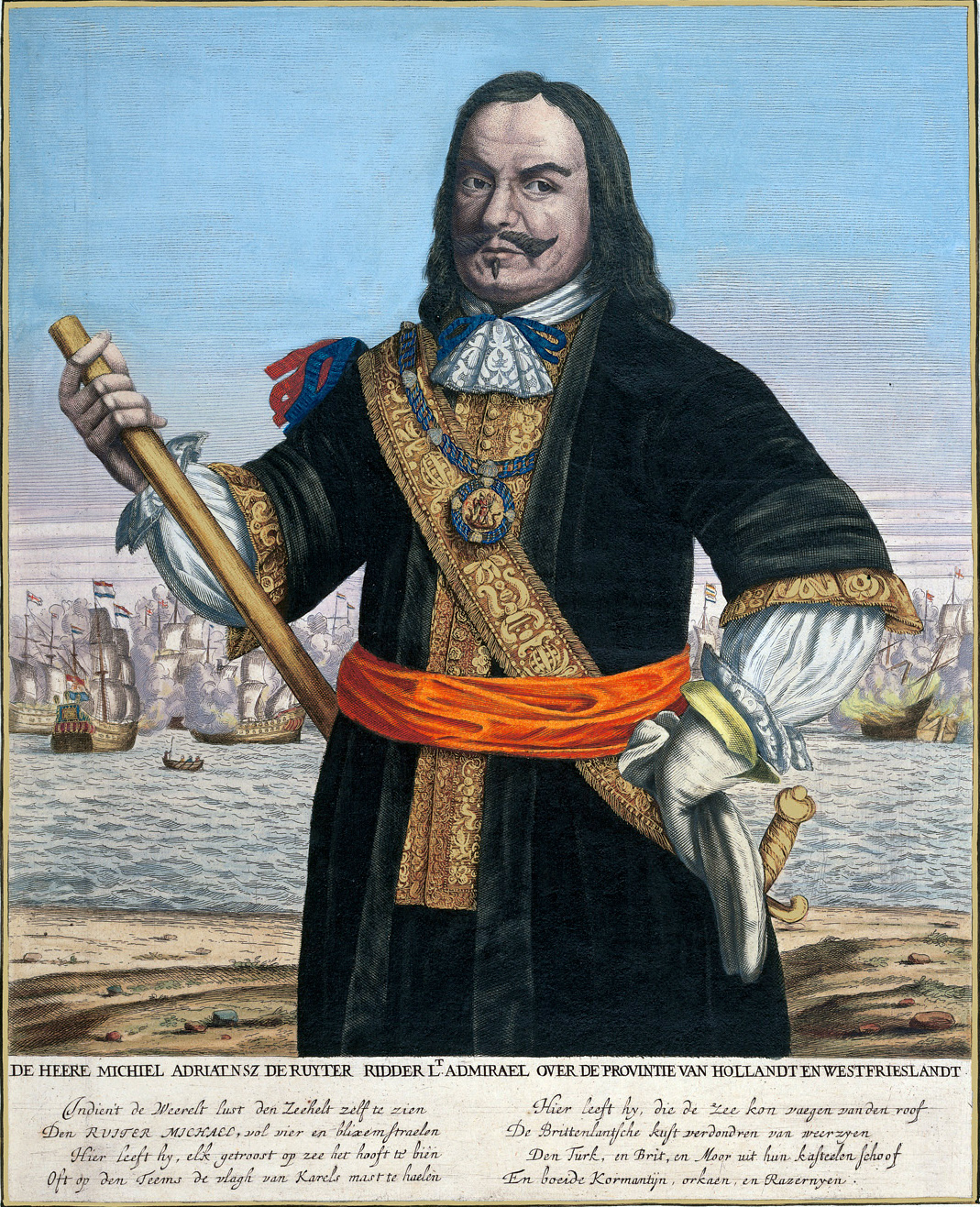
Michiel de Ruyter in de Atlas Blaeu - Van der Hem

De Tweede Engels-Nederlandse Oorlog, die eigenlijk al een jaar in de koloniën werd uitgevochten, was nu de openlijke fase ingegaan. In de Slag bij Lowestoft op 13 juni 1665 had de Nederlandse vloot een zeer zware nederlaag geleden, waarbij Jacob van Wassenaer Obdam, de opperbevelhebber van de marine, was gesneuveld. Er was een nieuwe Bevelhebber van 's-Landts Vloot nodig. Cornelis Tromp, de zoon van Maarten Tromp en een vurig orangist, had zich in juni populair gemaakt door nog een belangrijk deel van de vloot veilig thuis te brengen. Het Staatse regime kreeg de schuld van de mislukking en de prinsgezinden schoven Tromp naar voren als de man die het vaderland zou gaan redden. Tromp was al aangesteld als waarnemend bevelhebber. Voor raadpensionaris Johan de Witt was de tijdige terugkeer van De Ruyter dan ook een uitkomst. Diens heldenstatus rechtvaardigde dat Tromp voor de functie gepasseerd werd, zodat De Witt kon vermijden dat de marine onder controle zou komen van een politieke vijand. De Ruyter werd al op 11 augustus als bevelhebber aangesteld, in de rang van luitenant-admiraal. De woedende Tromp raakte hierdoor erg jaloers op De Ruyter en had grote moeite zich in de omstandigheden te schikken, hoewel hij kennelijk geen speciale antipathie tegen de man zelf koesterde. De Ruyter kreeg zo een bijzonder lastige tweede man, eenzelfde situatie die zich had voorgedaan tussen Maarten Tromp en Witte de With: een die weliswaar zijn best deed te gehoorzamen, maar daar eigenlijk niet toe in staat was.
De precieze hiërarchische verhoudingen waren wegens het bestaan van vijf admiraliteiten erg verwarrend, ook al voor tijdgenoten. De Ruyter werd niet pas op 11 augustus tot luitenant-admiraal benoemd; al op 29 januari 1665 was hij in afwezigheid aangesteld als luitenant-admiraal van de Admiraliteit van Amsterdam toen dat de hoogste rang daar werd. De stad Amsterdam stelde voor hem simpelweg het bevelhebberschap naast die functie te laten bekleden maar het leveren van de hoogste operationeel commandant was altijd het voorrecht van de oudere Admiraliteit van de Maze te Rotterdam geweest. Op 19 december 1665 ging De Ruyter daarom over tot die admiraliteit maar bleef in Amsterdam wonen. Zijn vervanger als luitenant-admiraal te Amsterdam werd toen Tromp die daarvoor juist voor Rotterdam gewerkt had. De Admiraliteit van de Maze wilde echter ook een "eigen" luitenant-admiraal en benoemde daartoe de Rotterdammer Aert van Nes zodat ze twee vlagofficieren van die rang in dienst had. De Ruyter voer daarna meestal mee met het Rotterdamse eskader. In de zeventiende eeuw werd De Ruyter steeds nadrukkelijk gepresenteerd als "Admiraal van Holland en West-Friesland". Dat heeft bij latere lezers vaak de indruk gewekt dat zulks de titel van de bevelhebber alleen was maar dat is onjuist: alle admiraals die voor het gewest Holland werkten, na 1665 dus zeven, heetten "Admiraal van Holland en West-Friesland". Daarnaast waren er indertijd nog twee Zeeuwse en twee Fries/Groningse admiraals.
De Ruyter, die al eerder als informeel adviseur van zijn voorganger, Jacob van Wassenaer Obdam, invloed had gehad bij de modernisering van de vloot, zette na zijn aanstelling dat proces voort. Onder zijn leiding werd geoefend in het varen in kiellinie zodat alle schepen tegelijkertijd een vrij schootsveld hadden richting vijand, in navolging van de tactiek van de Engelse admiraal Robert Blake, en werd een systeem van seinvlaggen ingevoerd. Tot dan was een zeeoorlog vooral een ongecoördineerd gevecht van schip tegen schip geweest.
Allereerst echter moest een dringender zaak worden opgelost. De Ruyter was net de grote retourvloot uit Indië misgelopen, die na hem, beladen met een schat aan specerijen, via Noorwegen Nederland had hopen te bereiken. In augustus 1665 was de retourvloot in de haven van het Noorse Bergen door de Engelse oorlogsschepen geblokkeerd geraakt. Commandeur Pieter de Bitter wist in de Slag in de Baai van Bergen een Engelse aanval af te slaan maar zou alleen met hulp van de Staatse hoofdvloot veilig kunnen uitbreken. De Ruyter vertrok dus in augustus alweer naar het noorden, ontzette De Bitter en begeleidde de retourvloot naar het zuiden. Daarbij lukte het de Engelse vloot opnieuw niet de vloot van De Ruyter te onderscheppen, hoewel na een storm twee verspreid geraakte Oost-Indiëvaarders alsnog door de Britten genomen werden.
In zijn opgave het tij in de oorlog te doen keren werd De Ruyter sterk geholpen door een nieuw bouwprogramma van een tachtigtal schepen. Die waren weer zwaarder dan de vorige generatie zodat ze het voor het eerst goed op konden nemen tegen de gemiddelde Engelse oorlogsbodem. In 1666 nam De Ruyter zijn gloednieuwe vlaggenschip De Zeven Provinciën in gebruik. De toegenomen slagkracht van de Nederlandse vloot toonde zich in de Vierdaagse Zeeslag van 11 tot 14 juni 1666, waarin De Ruyter, behendig manoeuvrerend, de Britten tot hun grote verbazing een duidelijke nederlaag toebracht. Dit zou de grootste zeeslag blijven uit het hele zeiltijdperk en vestigde voorgoed zijn reputatie als groot admiraal. Kort daarop echter ontsnapte de Staatse vloot ternauwernood aan de vernietiging toen in de Tweedaagse Zeeslag van 4 en 5 augustus de voorhoede uiteengeslagen werd. Door superieur zeemanschap lukte het De Ruyter om met zijn middeneskader de aftocht te dekken maar hij zag de zaak op een bepaald moment zelf zo somber in dat hij de dood zocht door zich met opzet bloot te stellen aan vijandelijk vuur. De Ruyter verweet Tromp na afloop dat die er met zijn eskader vandoor gegaan was om de Engelse achterhoede te achtervolgen, de hoofdmacht in gevaar achterlatend. Het conflict tussen beide admiraals kreeg al snel een politieke dimensie, waarbij de orangisten zich achter hun voorman schaarden. Door de nederlaag konden de Britten de Vlie overvallen en gingen daar in wat bekend werd als Holmes's Bonfire meer dan 150 schepen in vlammen op. Het kwam na dit debacle tot opstootjes bij De Ruyters huis in Amsterdam. Al snel wist De Witt echter te bewijzen dat leidende orangisten met de vijand samenzwoeren. Tromps zwager, de Rotterdamse regent Johan Kievit, vluchtte onder verdenking van hoogverraad naar Engeland en hijzelf werd uit de vloot ontslagen.
De Ruyters verdiensten in de strijd tegen Engeland kregen ook waardering in Frankrijk, dat begin 1666 de oorlog aan Engeland verklaard had. In augustus werd hij door koning Lodewijk XIV van Frankrijk toegelaten tot de gewilde Orde van de Heilige Michaël. De Ruyter werd hierdoor naast een Deens ook een Frans ridder, zij het slechts naar Frans recht: volgens het recht van de Republiek trad men door deze orde niet toe tot de ridderstand. Door het inademen van brandend lontpluis tijdens een kleinere actie later dat jaar werd De Ruyter zeer ernstig ziek met chronische koorts en benauwdheden. Er werd voor zijn leven gevreesd, maar hij genas net voldoende om in het voorjaar van 1667 het bevel over de vloot weer op zich te nemen.
De Ruyters bekendste wapenfeit is de Tocht naar Chatham in juni 1667. Door de Grote brand van Londen had de Engelse Kroon eigenlijk geen geld meer om de oorlog voort te zetten. Men legde daarom de dure zware Engelse linieschepen op in de Medway, een zijrivier van de Theems, bij de marinewerven van Chatham. Tegelijkertijd begon Karel II met Nederland over een vrede te onderhandelen maar bleef de besprekingen rekken in de hoop dat Frankrijk uiteindelijk zijn zijde zou kiezen. Johan de Witt besloot een vrede af te dwingen door de Engelse vloot te vernietigen. Bij deze actie werd voor het eerst gebruikgemaakt van het net opgerichte Korps Mariniers. Hoewel zijn naam er voor altijd aan verbonden zou zijn, had De Ruyter mede door zijn ziekte slechts een gering aandeel in de feitelijke uitvoering ervan. Hij had aanvankelijk bezwaren wegens de onbekende plaatselijke ondiepten en voerde de opdracht slechts uit omdat hij het zijn plicht achtte het bevel daartoe te gehoorzamen. De Witt stuurde zijn broer Cornelis de Witt mee als gecommitteerde van de Staten-Generaal om toezicht te houden. De operationele planning was van luitenant-admiraal Willem Joseph van Ghent. De expeditie leidde tot een beslissende overwinning, die vaak als de zwaarste maritieme nederlaag uit de Britse geschiedenis wordt beschouwd. Het fort van Sheerness werd genomen. Jan van Brakel brak de zware ketting die de Medway afsloot. De Royal Oak, Royal James en Loyal London werden tot de waterlijn neergebrand. Het Engelse vlaggenschip HMS Royal Charles werd in triomf meegevoerd naar Hellevoetsluis, de grote marinehaven van de Republiek. Na deze vernedering werd de Vrede van Breda snel door de Britten getekend.
De spiegelversiering (houtsnede op de achterzijde van een schip) van de HMS Royal Charles werd in triomf meegenomen naar de Staten Generaal om daar getoond te worden aan zowel de prinsgezinde als de staatsgezinde politieke groepen, als bewijs van de overwinning.

### Verblijf in de Nederlanden
Tussen 1667 en 1672 werd De Ruyter zeer tegen zijn zin door Johan de Witt thuisgehouden om te voorkomen dat hij zou sneuvelen. De Witt vreesde een van de steunpilaren van zijn regime kwijt te raken. De Ruyter had toen al een aanzienlijk kapitaal vergaard van ongeveer 250.000 gulden. Dat vermogen was ten dele verworven uit handel en buitgelden en ten dele door het slim inkopen van de provisies door zijn vrouw Anna van Gelder; een kapitein kreeg een vast bedrag per bemanningslid en mocht een mogelijk batig saldo in eigen zak steken. In 1668 bood Karel II aan om De Ruyter een Engels ridder te maken maar die bedankte voor de eer. Hetzelfde aanbod voor zijn zoon Engel werd echter wel aanvaard, hoewel die pas op 4 maart 1675 in Whitehall tot ridder werd geslagen.
In november 1669 overleefde De Ruyter een moordaanslag. Een aanhanger van Tromp probeerde hem met een broodmes in de hal van zijn huis te doden. De op religieus gebied tolerante De Ruyter, die zich daarin onderscheidde van de strenge calvinisten die meestal orangist waren, werd als een medestander van Johan de Witt gezien. Beiden waren na 1665 persoonlijk bevriend geraakt, al hield De Ruyter zich buiten de politiek. Die vriendschap maakte hem in veler ogen tot een tegenstrever van de Oranjes. De dood van de gebroeders De Witt heeft De Ruyter zeer aangegrepen.
Dat hij niet op expeditie mocht, betekende echter niet dat De Ruyter helemaal niet naar zee ging. In 1671 werd de oorlogsdreiging van de kant van Engeland steeds duidelijker. Karel II zon op wraak voor de vernedering van de Tocht naar Chatham. Hij had al in 1670 een geheim Verdrag van Dover gesloten met Lodewijk XIV om de Republiek te vernietigen. Karel wenste, conform het oude Verdrag van Nonsuch uit 1585, een garnizoen te legeren in Vlissingen maar ook heel Walcheren in zijn macht te brengen. Het is wel aangenomen dat het zijn verlangen was om het gebied simpelweg door Engeland te laten annexeren en dan De Ruyter Member of Parliament te laten worden voor Flushing. In 1671 verhoogde De Ruyter de paraatheid van de vloot. Tijdens oefeningen op de Noordzee werd de vuursnelheid van het scheepsgeschut op Engels niveau gebracht en de samenhang van de vlooteenheden verbeterd, geholpen door het feit dat nu Tromp als storende factor ontbrak. De Ruyter had daarbij de beschikking over een corps van zeer ervaren en goed op elkaar ingespeelde vlagofficieren. De Nederlandse marine bereikte het historische hoogtepunt van haar relatieve slagkracht, wat het jaar daarop van groot belang zou blijken te zijn.

### Derde Engelse Zeeoorlog

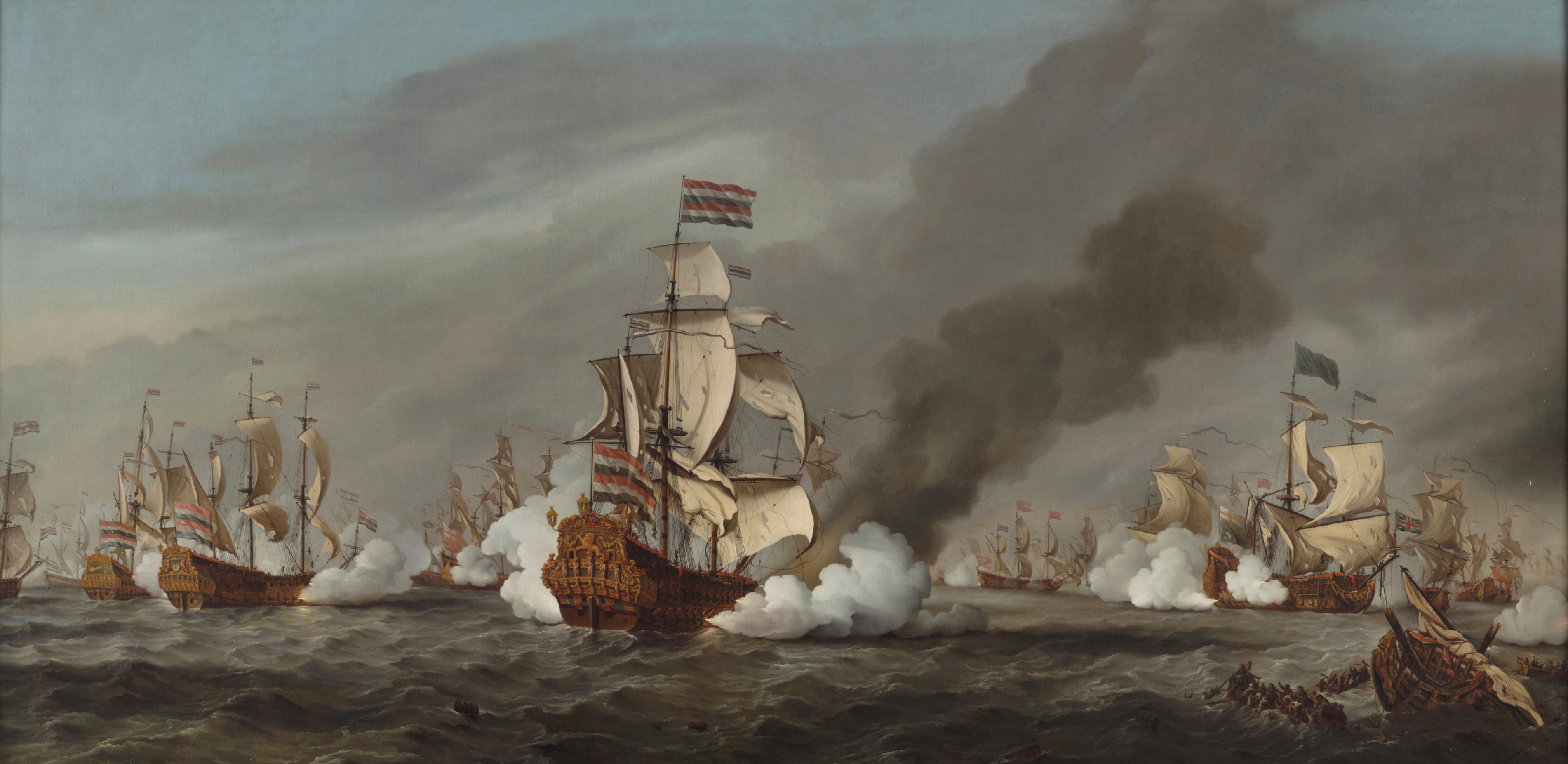
Slag bij Kijkduin in 1673 door Willem van de Velde

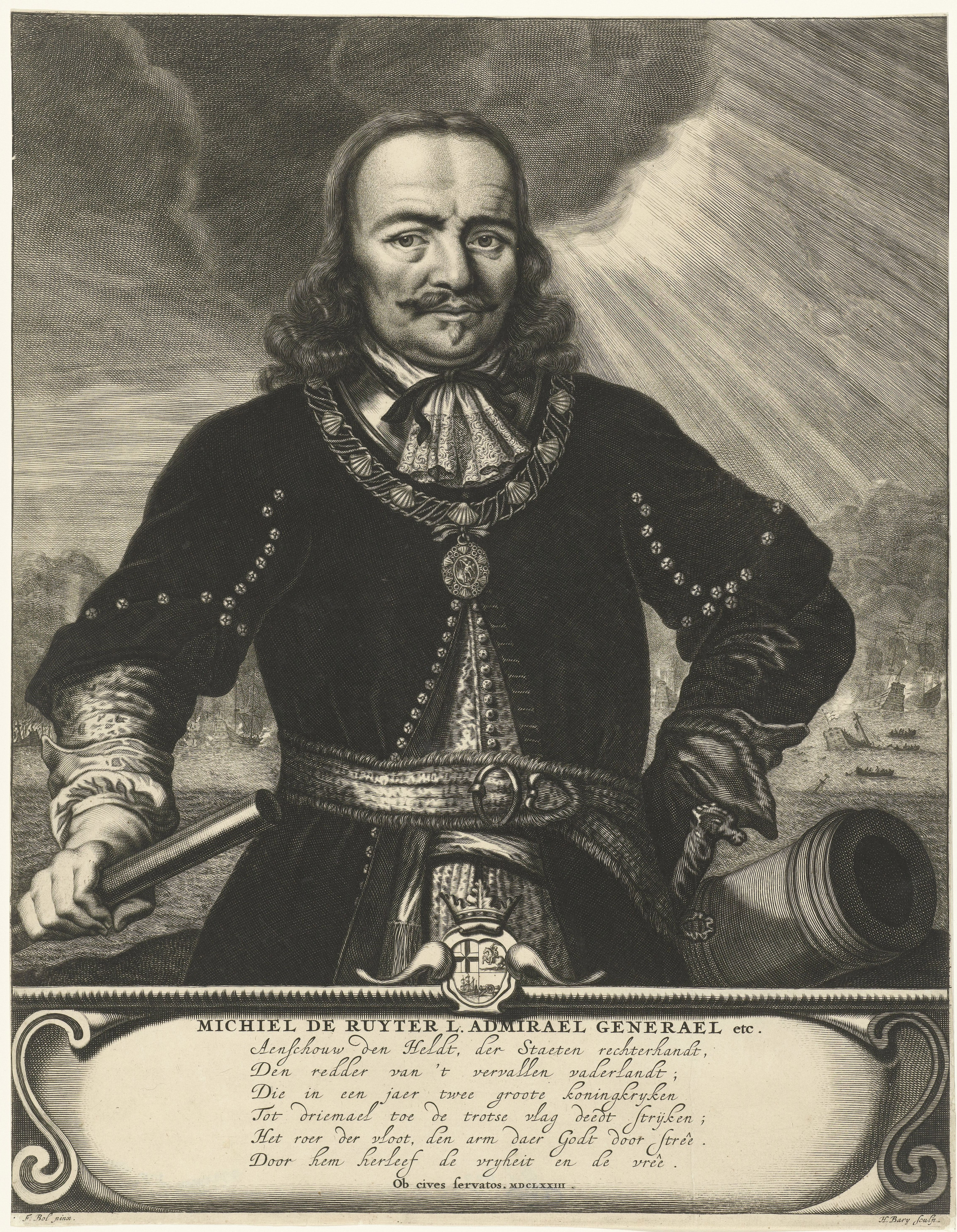
Michiel de Ruyter op een gedenkprent ter ere van zijn overwinningen in 1673, met het beroemde lofdicht van Gerard Brandt

In april 1672 vielen Frankrijk en, iets eerder, Engeland de Republiek aan, het begin van de Hollandse Oorlog. Al snel werd de toestand op het land kritiek zodat 1672 de Nederlandse geschiedenis in zou gaan als het Rampjaar. De gevechten ter zee vormden een daarvan afgescheiden strijdtoneel dat later met de aparte naam Derde Engelse Zeeoorlog zou worden aangeduid. Die naam verhult dat ook de Franse vloot aan de gevechten deel nam zodat de Staatse vloot tegen een grote overmacht moest vechten. De Ruyter lukte het om desalniettemin het initiatief te nemen in de strijd. In de Slag bij Solebay overviel hij op 7 juni 1672 de gecombineerde Engels-Franse vloot toen die zich op de Engelse oostkust bevoorraadde en bracht zulke grote schade toe dat plannen om op de Zeeuwse kust te landen of de havens van de Republiek te blokkeren voor een jaar uitgesteld moesten worden.
Ondertussen trok Lodewijk XIV persoonlijk met een gigantisch leger snel naar het noorden en viel onverwacht de oostgrens aan. De Fransen namen Utrecht zonder slag of stoot in wat een grote paniek teweegbracht in de kustgewesten. De angstige burgerij kwam in opstand en bracht in de steden orangistische regenten aan de macht. Holland en Zeeland benoemden de jonge Willem III van Oranje-Nassau als stadhouder. Johan de Witt nam ontslag als raadpensionaris. Hij werd hierna op 20 augustus samen met zijn broer Cornelis de Witt vermoord, als uitvoering van een complot waaraan ook Cornelis Tromp deelnam. De machtswisseling dreigde ook gevolgen te hebben voor de positie van De Ruyter die immers persoonlijk met De Witt bevriend was geweest. Toen Cornelis de Witt, die bij de Slag bij Solebay aanwezig was geweest, belasterd werd dat hij zich daar laf gedragen zou hebben, schreef De Ruyter vanaf de vloot een brief aan de Staten van Holland waarin hij diens betoonde moed prees. De orangisten deden alsof Karel II bereid zou zijn Nederland tegen Frankrijk te steunen. De Ruyter werd er valselijk van beschuldigd de oorlogsvloot aan de Fransen te willen verraden. Op 6 september 1672 werd een volksmenigte tegen het huis van de afwezige De Ruyter opgehitst, maar de burgerwacht wist verwoesting te voorkomen. Bij thuiskomst werd De Ruyter gevraagd waar zijn verstand gezeten had dat hij in deze omstandigheden Cornelis de Witt had willen verdedigen waarop hij antwoordde: "Indien 't hier in 't Vaderland zoo gelegen is datmen de waarheid niet mag spreeken, zoo is 't 'er zeer elendig gesteld. Nogtans zal ik die spreeken, zoolang myne oogen openstaan".
Na enige tijd bedaarden de gemoederen echter. De Hollandse Waterlinie voorkwam een verdere Franse opmars. Willem III was niet van plan een marionet van Karel te worden en besloot Engeland op zee te blijven weerstaan waarvoor hij De Ruyter nodig had. Hij hield deze dus aan als bevelhebber van de vloot wat mede diende als symbool van de nationale verzoening die Willem nu probeerde na te streven. Het lukte hem De Ruyter en Tromp ook persoonlijk te verzoenen door Tromp in het geheim te beloven dat hij De Ruyters opvolger als bevelhebber zou zijn. Beide mannen schudden elkaar openlijk de hand in het Rechthuis van Uithoorn. Ter onderstreping van De Ruyters functie te midden van de vele luitenant-admiraals die de republiek toen kende – elke admiraliteit had er wel een – werd hij op 21 februari 1673 bevorderd tot luitenant-admiraal-generaal. Dat gaf ook meteen aan dat er nu een admiraal-generaal was, Willem zelf, hoewel de prinsen van Oranje nooit persoonlijk vloten aanvoerden. In de winter kreeg De Ruyter het commando over de landverdediging van Amsterdam.
Engelse en Franse troepen probeerden in 1673 opnieuw op de Zeeuwse of Hollandse kust te landen. Daarbij werden ze echter gehinderd door onderling wantrouwen en onbegrip. Lodewijk had zijn vloot verboden te veel risico's te nemen; men moest de kunst van het zeegevecht zoveel mogelijk bij de Britten en Nederlanders afkijken, het liefst van de grote meester De Ruyter zelf. De Britten op hun beurt waren er door sluwe oorlogspropaganda van Willem van overtuigd geraakt dat Karel Engeland weer katholiek wilde maken en hadden meer sympathie voor De Ruyter dan voor hun geminachte bondgenoten die ze als de echte vijand zagen. De Ruyter voorkwam in 1673 in drie strategische overwinningen, de Eerste en Tweede Slag bij het Schooneveld en de Slag bij Kijkduin, dat de gecombineerde Franse en Engelse vloot ondanks haar grotere sterkte doorbrak. Hij buitte daarbij de vele ondiepten voor de Nederlandse kust uit en plotse omslagen in de windrichting. Vooral bij de eerste slag op het Schooneveldbassin in juni wist De Ruyter door meesterlijke manoeuvres de vijandelijke vloot steeds weer te verdelen zodat die zich uiteindelijk in wanorde moest terugtrekken. In de Slag bij Kijkduin in augustus werd zoveel schade aangericht dat het Engelse parlement, toch al niet enthousiast over de hele onderneming, Karel II dwong de dure oorlog te beëindigen. Algemeen werd erkend dat De Ruyter een briljante campagne gevoerd had die de Nederlandse republiek van de ondergang had gered.

### Laatste tochten
Hoewel Engeland zich uit de strijd terugtrok, zou Frankrijk de Hollandse Oorlog tot 1678 voortzetten. In 1674 vertrokken de Fransen weliswaar uit de Republiek, met uitzondering van Maastricht, maar de landoorlog zou zich in de Spaanse Nederlanden blijven voortslepen. De oorlog ter zee verplaatste zich van de thuiswateren naar de Caraïben en de Middellandse Zee. In 1674 poogde De Ruyter de Franse bezitting Martinique te overvallen met een vloot van achtenveertig schepen en drieduizend soldaten. Toen men op 20 juli bij het eiland aankwam, bleek dat het al een maand eerder voor de aanval gewaarschuwd was en sterk ter verdediging was ingericht. Nadat van een eerste landingsmacht van duizend man de helft na korte tijd was uitgeschakeld, brak De Ruyter de aanval af en voer terug naar Nederland.
In augustus 1675 werd De Ruyter met achttien schepen uitgezonden om Spanje te helpen bij het neerslaan van een opstand in Messina, die door de Fransen juist gesteund werd. Sicilië en het Koninkrijk Napels waren in die tijd Spaans bezit. Hoewel De Ruyter vond dat zijn vloot te zwak was, ging hij toch; volgens sommige historici ervan overtuigd dat hij niet meer zou terugkeren. Een lid van een admiraliteitscollege vroeg hem: "Ik denke niet, myn heer, dat gij nu in uwe oude dagen begint bevreesd te worden en den moed laat vallen" waarop hij antwoordde: "Neen, ik beginne den moed niet laten vallen. Ik hebbe myn leven veil voor den Staat: maar ik ben verwonderd en 't is my leed dat de Heeren de Vlag van den Staat zo veil hebben en waagen". Later in het gesprek stelde hij: "De Heeren hebben mij niet te verzoeken, maar te gebieden, en al wierd mij bevoolen 's Lands Vlag op een enkel schip te voeren, ik zou daarmee t'zee gaan en daar de Heeren Staten hunne Vlag betrouwen, zal ik mijn leven waagen".
Het uitzenden van De Ruyter was opvallend omdat de expeditie van te weinig belang was dat zij de aanwezigheid van de luitenant-admiraal-generaal zou rechtvaardigen. De Spaanse steun aan de Nederlandse bondgenoot was ver beneden verwachting en De Ruyter kon slecht overweg met de Spaanse bevelhebbers en de Spaanse autoriteiten.
In 1676 vocht hij op 8 januari bij de onbesliste Slag bij Stromboli om Napels te verdedigen tegen de Franse vloot onder bevel van admiraal Duquesne. Als dank liet markies De Los Velez, de Spaanse onderkoning van Napels, zesentwintig Hongaarse predikanten vrij. Ze waren door de Oostenrijkse keizer verbannen en in Napels te werk gesteld als galeislaaf. Deze vrijlating wordt ieder jaar in februari herdacht bij het graf van De Ruyter. Ook in Hongarije, bijvoorbeeld bij een gedenknaald voor De Ruyter in de stad Debrecen, wordt dit feit jaarlijks herdacht.
Op 22 april 1676 kwam het tot een tweede confrontatie met Duquesne, in de Slag bij Agosta. Ook dit was een tactisch onbesliste slag, waarbij aan beide zijden enkele honderden doden vielen, maar met een strategisch voordeel voor de Fransen. Bovendien werd De Ruyter door een kanonskogel geraakt aan zijn rechterbeen dat verbrijzeld werd, en aan zijn linkervoet, waarvan het voorste deel werd afgeschoten. Zijn been werd geamputeerd en in eerste instantie leek hij te herstellen. Na enige dagen trad er wondkoorts op omdat de wond geïnfecteerd was geraakt. Michiel de Ruyter overleed een week later in de baai van Syracuse aan de gevolgen daarvan, aan boord van 's lands schip van oorlog d'Eendraght. De Spaanse koning had De Ruyter nog voor de slag de hertogstitel toegezegd maar deze kon de eer niet aanvaarden daar het bericht daarover pas drie dagen na zijn overlijden op de vloot aankwam. Het lichaam werd gebalsemd en opgebaard in de kajuit van de admiraal naar Nederland teruggebracht. Als teken van respect liet de Franse koning Lodewijk XIV bij het langsvaren van de Eendraght saluutschoten afvuren.

## De begrafenis

De lijkstaatsie op de Dam in Amsterdam. Lambert van den Bos en Lieuwe van Aitzema: Historien onses tyds, 1685–1699.

Monument voor de Ruyter. Bizot: Medalische historie der republyk van Holland, 1690.

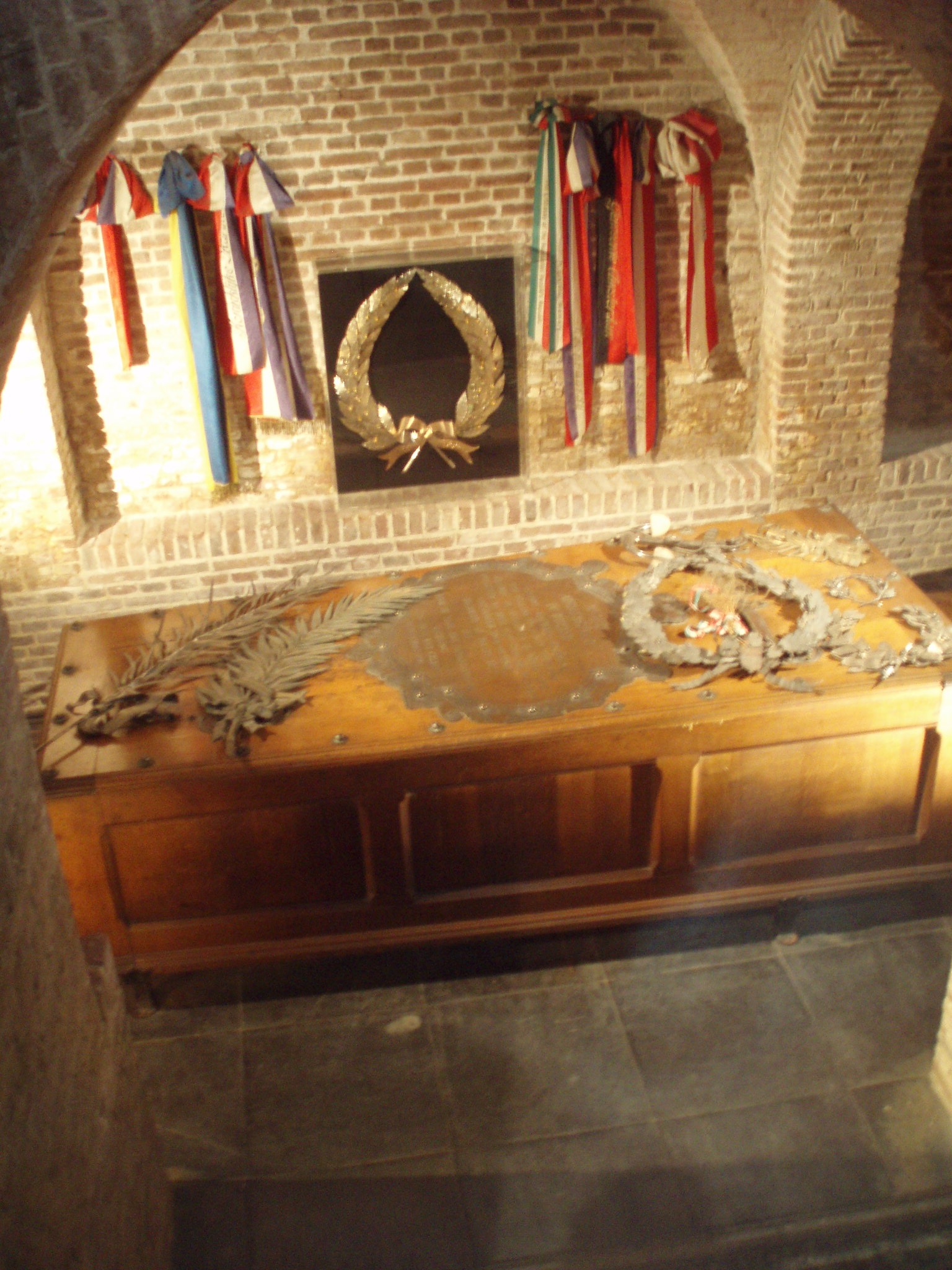
De Ruyters kist onder het praalgraf in de Nieuwe Kerk

Op 18 maart 1677 werd de gesneuvelde admiraal begraven onder de plaats van het vroegere altaar in de Nederlands Hervormde Nieuwe Kerk in Amsterdam. De Amsterdamse hoogleraar Petrus Francius droeg bij die gelegenheid een Latijns afscheidsgedicht van bijna duizend hexameters voor. Het in 1681 voltooide praalgraf, ontworpen en gemaakt door de Vlaamse beeldhouwer Rombout Verhulst, is te bezichtigen in de Nieuwe Kerk.
Het met kruiden en brandewijn gebalsemde lichaam van de gesneuvelde admiraal werd in een loden kist gelegd. De door de scheepsarts Dr. Johan Minnaart verwijderde ingewanden zouden in de kathedraal van Syracuse worden begraven maar op het laatste moment weigerden de priesters toestemming omdat De Ruyter een protestant was. De vaatjes met de ingewanden werden daarop met enige ceremonie op 1 mei 1676 op een kleine heuvel op een door de zee bespoelde landtong in de baai begraven. Daar was eerder ook de in de zeeslag gesneuvelde kapitein Noiret begraven. Dit geschiedde in aanwezigheid van alle hoofdofficieren, kapiteins en andere commandeurs, in het bijzonder alle officieren van zijn vlaggenschip De Eendracht. Omdat de vloot in de Middellandse Zee moest blijven – en door de strenge winter – duurde het tot 16 februari 1677 voordat het lichaam in Amsterdam aankwam. De Franse kustbatterijen gaven saluutschoten bij het voorbijvaren van het lijk. De Ruyter zou met grote plechtigheid en op kosten van de Staten-Generaal begraven worden. Men had een graf in de Oude Kerk te Amsterdam uitgezocht. In deze kerk waren eerder admiraals begraven, waaronder Willem van der Zaen, Isaac Sweers, Abraham van der Hulst en Jacob van Heemskerck. De eigenaar van een graf dat men nodig had om een ruime grafkelder voor De Ruyter te kunnen bouwen, weigerde dat gedeelte voor dit doel af te staan. Omdat men het graf niet kon onteigenen, werd besloten om De Ruyter te begraven in de Nieuwe Kerk.
Stadhouder Willem III liet zich in Amsterdam vertegenwoordigen door zijn secretaris Constantijn Huygens. Huygens had de weduwe De Ruyter een bezoek willen brengen, maar kreeg te horen dat zij hem niet kon ontvangen. Zij was kort tevoren ten val gekomen, toen zij bezig was geweest "met haar blauwe voorschot de was te droogen op te hangen". Huygens vermeldt dat de 'duchesse-douarière' ook nog altijd zelf met haar mand om de arm naar de markt placht te gaan.
Op 18 maart 1677 vond de bijzetting plaats in de Nieuwe Kerk. In de 17e eeuw hechtte men zeer aan protocol – met name de plaats die men innam in een stoet en de voorrang die men op anderen kreeg werden scherp in het oog gehouden om verlies van aanzien te voorkomen.
De stad had zeer veel werk gemaakt van de lijkstaatsie. Een in De Ruyters harnas geklede man ging in de stoet voorop, daarachter de vier onderschouten met de wacht, twee compagnieën stadssoldaten, tien aansprekers, vier trompetters, commandant Boot met de grote Admiraalsvlag met daarop De Ruyters wapen geborduurd en vier kwartieren versierd met de Hertogelijke Kroon en andere onderscheidingen van De Ruyter, gevolgd door het rouwpaard en de kist gedragen door 36 boden, die elkaar afwisselden. Buiten aan het kleed liepen 16 scheepskapiteins als slippendragers, daarop volgden vier hoofdofficieren, luitenant-admiraals en viceadmiraals. Achter de kist liep Constantijn Huygens, vertegenwoordiger van de afwezige Prins (de erfelijk Admiraal-generaal), de afgevaardigden van de vijf Admiraliteitscolleges en Engel de Ruyter met verdere familieleden. De weduwe was, zoals in die tijd gebruikelijk, niet aanwezig. Verder waren aanwezig afgevaardigden van Spanje en Denemarken, de Heren XIX, bewindvoerders van de West-Indische Compagnie en de Heren XVII van de Oostindische Compagnie, de Staten van Holland en West-Friesland, Officieren van 't Hof ter Admiraliteit en ter Zee en de Consuls van Spanje en Genua.
Admiraal Tromp, zoon van de gesneuvelde Maarten Harpertszoon Tromp, een Oranje-aanhanger en een openlijk vijand van De Ruyter, ontbrak.
De lijkstaatsie heeft vier uur in beslag genomen. De zware inspanning werd de aanvoerder van de stoet, die het loodzware harnas van De Ruyter droeg, fataal.
Boven de ingang van de grafkelder is het grafschrift "Intaminatis Fulget Honoribus" aangebracht (Latijn voor "Hij blinkt in onbezoedelde eer", een citaat uit Horatius' Ode III.2.).
De Staten-Generaal betaalden voor de uitvaart 14.646 gulden. Met het beloofde grafmonument in het koor werd geen haast gemaakt. Het duurde jaren voordat dat gereed kwam en de Staten-Generaal konden alleen met moeite worden overgehaald om ook hiervoor te betalen. Ook over de plaats, de vorm en het materiaal werd getwist. Boven het monument zijn de woorden "Immensi Tremor Oceani" (Latijn voor "Schrik des groten Oceaans") en het motto van de Orde van de Heilige Michaël aangebracht.
De grafkelder van Michiel de Ruyter werd in de daaropvolgende jaren herhaaldelijk geopend om een nazaat, waaronder Wilhelm en Elias, bij te zetten. Belangstellenden kregen van de kosters tegen betaling gelegenheid om de trap af te dalen naar de kist van de admiraal.
De bovenzijde van de kist van Michiel de Ruyter was voorzien van een raamwerk met kleine ruitjes die in lood waren gevat. Door die ruitjes zag men het lichaam van de zeeheld liggen. De kist en het lijk werden aangetast door vocht en blootstelling aan zuurstof. In de loop der eeuwen ging glas kapot en kon men het lichaam aanraken, waardoor het verder is gaan ontbinden. De laatste bijzetting in de kelder geschiedde, in strijd met de wet, op 12 juli 1865. In 1881 werd het stoffelijk overschot op staatskosten opnieuw gekist.
In 1949 werd de kist door de familie De Ruyter de Wildt geopend. Zowel de kist als het lichaam bleken in zeer slechte staat te verkeren. Het afgeschoten been was zonder veel aandacht naast het lichaam gelegd. De familie besloot dat er een nieuwe kist moest komen en dat deze voorgoed gesloten moest blijven.
Enige op de kist neergelegde zilveren lauwerkransen en palmtakken zijn op de nieuwe kist neergelegd. De linten van de in de kelder neergelegde kransen worden aan de wand van de kelder bewaard.

## Na zijn dood

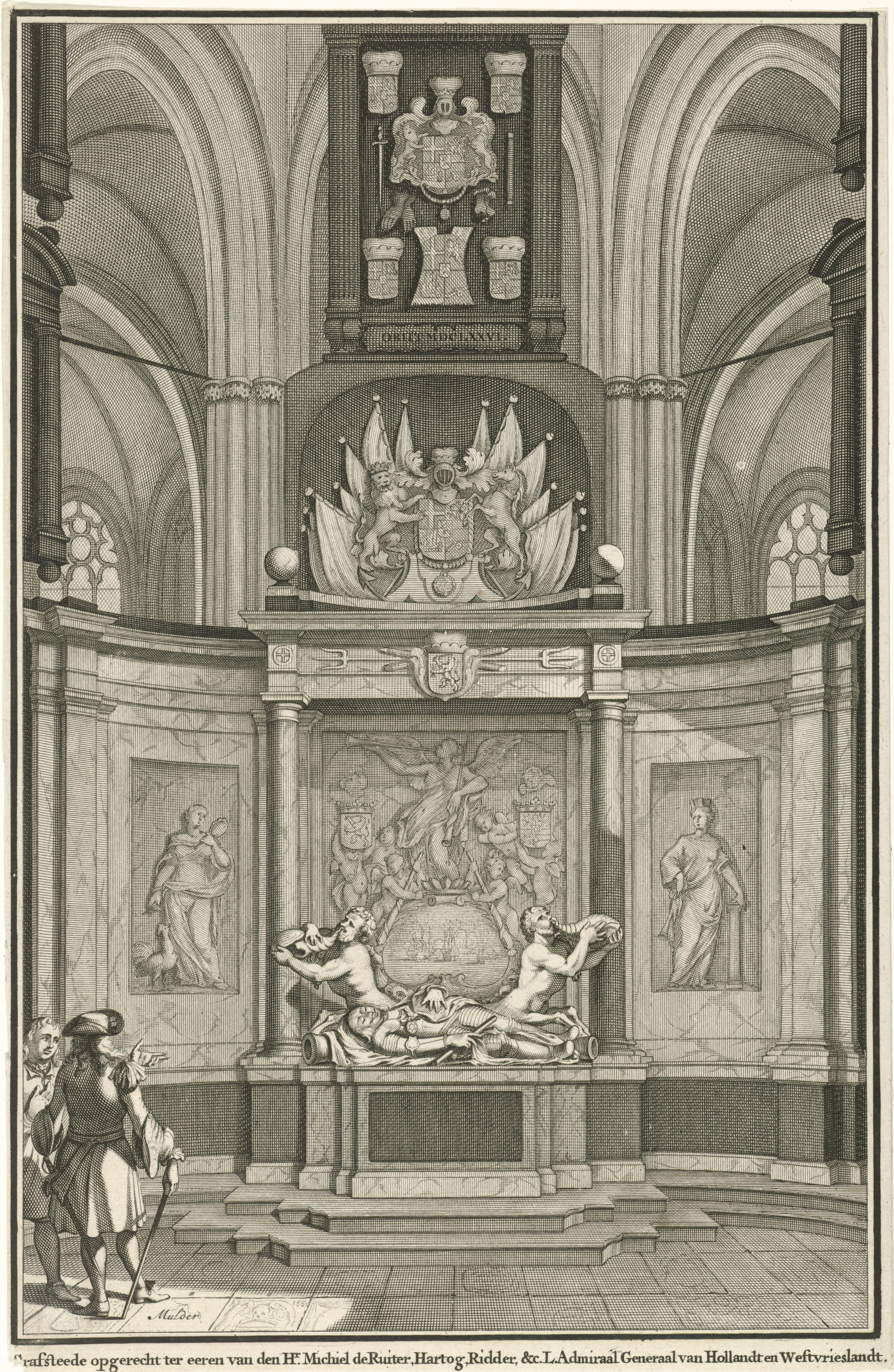
Het monument in de Nieuwe Kerk

Michiel de Ruyter liet een groot vermogen na. Hij bezat bij zijn dood ongeveer 350.000 gulden dat voor het overgrote deel goed belegd was geweest. Een legaat van 4000 gulden was voor de weeshuizen in Amsterdam en Vlissingen. Een kapitein ontving in 1667 dertig gulden loon per maand. De Ruyter heeft, behalve door zijn activiteiten als koopman, zijn kapitaal voor een belangrijk deel vergaard door het slim inkopen van proviand. Voor die kosten ontving hij van de admiraliteit per bemanningslid een vast bedrag. Wat over bleef, behield hij.
Michiel de Ruyter trouwde driemaal en had vijf dochters en twee zonen en nog een kind dat na een paar dagen is overleden. Ook twee dochters stierven op jonge leeftijd. De jongste zoon, Engel de Ruyter, zou vice-admiraal worden. Engel bleef ongehuwd. De geslachten die "De Ruyter" in hun geslachtsnaam voeren (De Ruyter de Wildt en De Ruyter van Steveninck) stammen af van Michiels dochters Alida Potts-De Ruyter (Alida huwde in 1663 Johan Schorer (1628–1664) en hertrouwde in 1664 met dominee Thomas Potts) en Marghareta Somer-De Ruyter. Er zijn geen afstammelingen van Michiel de Ruyter die uitsluitend "De Ruyter" als geslachtsnaam hebben.
De bijnaam "Bestevaêr", grootvader, werd De Ruyter door zijn matrozen gegeven. De Ruyter wordt beschouwd als een streng maar rechtvaardig kapitein en een goed zeeman. Hij zorgde goed voor zijn bemanning en poogde zijn verplichtingen zo gewetensvol mogelijk na te komen. Zijn driftige natuur speelde hem in zijn gezagsuitoefening en in de omgang met andere officieren soms parten wanneer hij meende dat die zich schuldig maakten aan opzettelijke ongehoorzaamheid; in het midden van de 17e eeuw was de discipline op zee een stuk lakser dan aan land. In het gevecht was De Ruyter juist erg voorzichtig en vermeed onnodige risico's.
Twee van de door Michiel de Ruyter bewoonde huizen bestaan nog; Nieuwstraat 13 te Vlissingen en Prins Hendrikkade 131 Amsterdam. In dit laatste huis woonde Michiel de Ruyter ten tijde van zijn overlijden.

## Eerbewijzen

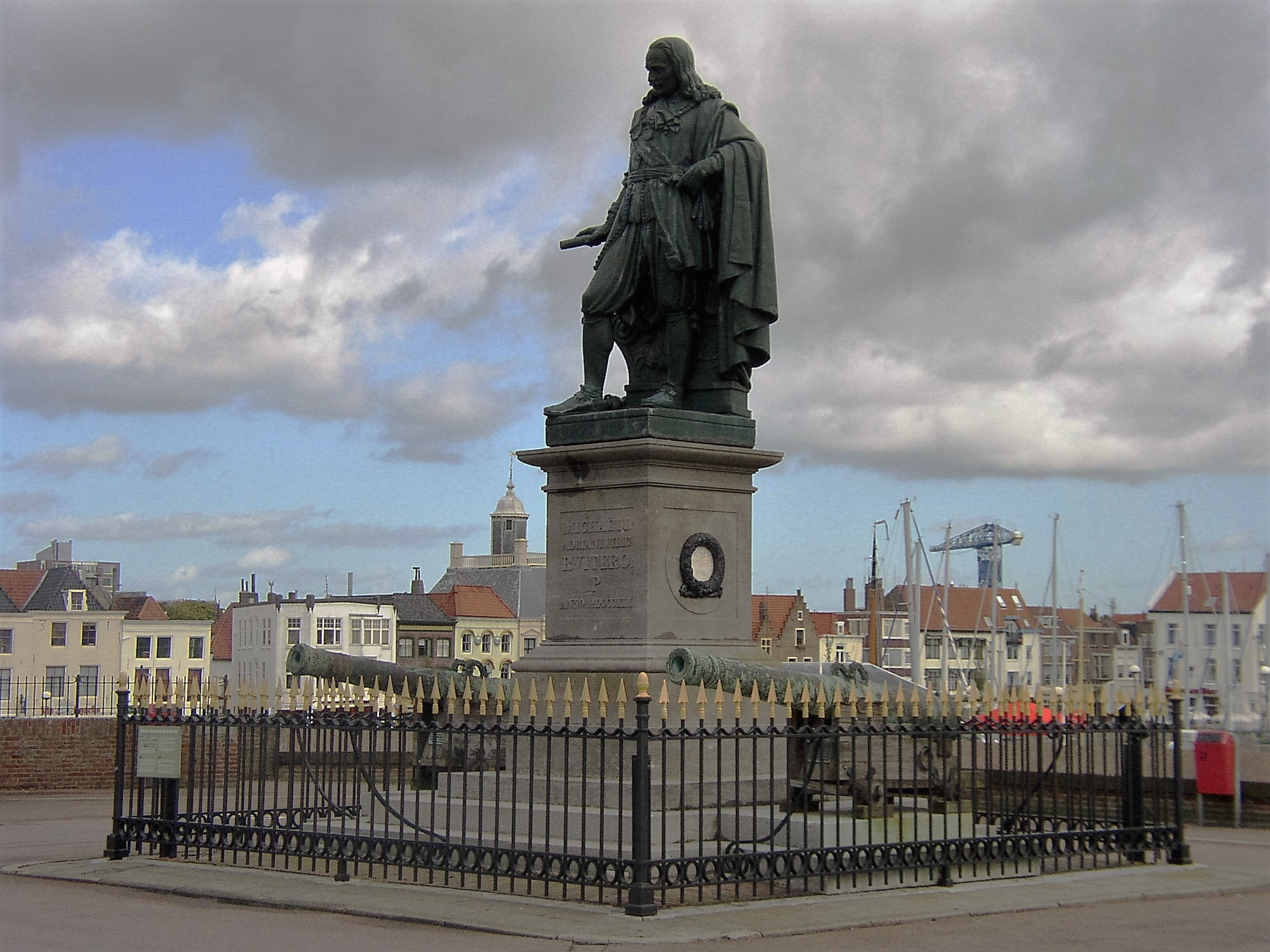
Het beeld van Michiel de Ruyter in Vlissingen. Het gietijzeren beeld werd geplaatst op het De Ruyterplein in 1841. In 1894 werd het verplaatst naar zijn huidige plek op het Keizersbolwerk. Het beeld is van de hand van Louis Royer.

- De Ruyter werd bij zijn dood in heel Europa als de grootste admiraal van zijn tijd gezien. Hij werd tijdens zijn loopbaan door de admiraliteiten van de Republiek en door vreemde vorsten onderscheiden. In Denemarken werd hij in de adelstand verheven (ridder, 1660) en in Spanje werd hij postuum "Hertog de Ruyter". Bovendien ontving hij drie gouden Ambassadeurspenningen aan zware gouden kettingen. Deze Beloningspenningen werden door de Staten-Generaal uitgereikt na gewonnen zeeslagen. Daarnaast waren er geschenken, zoals pensioenen, een in diamanten gevat portret van de Franse koning, een gouden sabel, een gouden beker en een atlas van Blaeu.
- In 1666 eerde de Franse koning, naar aanleiding van zijn dappere optreden tijdens de Vierdaagse Zeeslag, De Ruyter met de Franse Orde van de Heilige Michaël. Deze droeg hij sindsdien op alle afbeeldingen.
- Ook het grote, door de Staten-Generaal aangeboden, marmeren monument boven de grafkelder in de Nieuwe Kerk is een eerbetoon aan De Ruyter. Het monument kreeg de plaats waar ooit het hoogaltaar stond.
- Vanaf eind 18e eeuw heeft de Nederlandse vloot zijn admiraal geëerd door steeds een van de grotere oorlogsbodems naar hem te vernoemen (zie het overzicht). Wanneer vreemde oorlogsschepen Amsterdam aandoen, legt de bemanning vaak een krans op het graf van admiraal De Ruyter.
- Matrozen van de Koninklijke Marine dragen op hun tenue een zogenaamde rouwdas. De knoop heeft geen uitstekende punten zoals matrozenknopen bij andere marines. Deze rouwdas is een teken van rouw om het sterven van admiraal De Ruyter.
- Van het vlaggenschip van De Ruyter, De Zeven Provinciën, wordt op de Bataviawerf in Lelystad een replica gebouwd (aanvang in 1995).
- In Hellevoetsluis is er het Ruyterhuis.
- In 1907, 1957 en 2007 verschenen publicaties met overzichten van het nageslacht van De Ruyter. Om de uitstervende naam De Ruyter te behouden, werden in elk geval twee familienamen aangevuld, te weten De Wildt tot De Ruyter de Wildt en Van Steveninck tot De Ruyter van Steveninck.
- In het autobiografische Sint Sebastiaan van Simon Vestdijk wordt de viering van de 300e geboortedag van Michiel de Ruyter beschreven. De jongetjes dragen bij die gelegenheid matrozenpakjes.
- Het portret van De Ruyter staat op het van 1970–1977 uitgegeven biljet van honderd gulden (bruin).
- Michiel de Ruyter stond in 1907 op de eerste Nederlandse herdenkingspostzegels. In dat jaar werd ook een "De Ruyter-medaille" ingesteld. In de Tweede Wereldoorlog was een zegel van 7½ cent met zijn portret de meest gebruikte postzegel. De Duitse bezetters probeerden de propagandische waarde van de niet opvallend Oranjegezinde en vaak tegen Engeland strijdende zeeheld uit te buiten. Ook in 1957 verschenen De Ruyterzegels.
- Naar aanleiding van de 350e geboortedag van De Ruyter werd een comité ingesteld dat zich inzette voor een gedenkraam in de Grote of Sint-Jacobskerk (Vlissingen), het De Ruyterraam werd in 1966 onthuld.
- Naar aanleiding van de 300e sterfdag van De Ruyter in 1976 vonden in de tijdgeest van de jaren zeventig bescheiden herdenkingen plaats. Er werden een postzegel en een penning uitgegeven en er werd aandacht aan hem geschonken door middel van tentoonstellingen, plechtigheden en programma's op radio en televisie. Min of meer toevallig werd op 29 juni van datzelfde jaar een geleide-wapenfregat dat naar Michiel de Ruyter vernoemd was in dienst gesteld. Dat gebeurde in aanwezigheid van Koningin Juliana.
- Het jaar 2007 was het Michiel de Ruyterjaar, ter ere van de 400e geboortedag van Michiel de Ruyter. Van maart tot december werden tal van activiteiten georganiseerd, met als hoogtepunt een internationale vlootschouw voor de rede van Vlissingen, onder 'toeziend oog' van het standbeeld van De Ruyter dat uitkijkt over de Westerschelde. Het standbeeld is in 2011 gerestaureerd.
- Op 24 november 2007 werd de planetoïde (12150) De Ruyter naar hem vernoemd. De planetoïde heeft een doorsnede van circa 15 km en draait tussen de planeten Mars en Jupiter, op een gemiddelde afstand van 448 miljoen km om de zon. Planetoïde (12150) De Ruyter doet iets meer dan vijf jaar en twee maanden over een volledige omloop.
- In Amsterdam is de De Ruijterkade aan het IJ aan de noordzijde van station Amsterdam Centraal naar hem vernoemd. Hij heeft dicht bij deze kade gewoond.

## De Ruyter in de liedkunst

### Een draaiersjongen(In een blauw geruite kiel)
Voor de herdenking van De Ruyters 200e sterfdag schreef Antoon Leonard de Rop in 1875 het lied Een draaiersjongen, veelal bekend onder de eerste regel In een blauw geruite kiel. Hoewel in de tekst Oostinje wordt genoemd, heeft De Ruyter Indië nooit bezocht.
In een blauw geruite kiel
draaide hij aan't grote wiel
de ga-a-a-anse dag.
maar Michieltjes jongenshart
leed ondragelijke smart
ahach, ahach, ahach.
Als matroosje vlug en net
Heeft hij voet aan boord gezet
Dat hoorde zo.
Naar Oostinje, naar de West
Jongens, dat gaat opperbest!
Hojo, hojo, hojo, hojo!
Daar staat Hollands admiraal
Nu een man van vuur en staal
De schrik der zee.
 't Is een Ruiter naar den aard
Glorierijk zit hij te paard!
Hoezee, hoezee, hoezee, hoezee!

### Lofdicht door Gerard Brandt
Aenschouw den Heldt, der Staeten rechterhandt,
Den redder van 't vervallen vaderlandt,
Die in een jaer twee groote koningkryken,
Tot driemael toe de trotse vlag deedt strijken;
Het roer der vloot, den arm daer Godt door streê,
Door hem herleef de vrijheit en de vreê.

## Trivia
- In Debrecen in Hongarije herinnert de tekst op een gedenksteen aan de bevrijding van Hongaarse protestantse predikanten van een Spaans galjoen door de "Holandi tengernagy"" (Hollandse admiraal) "De Ruyter Mihály" op 11 februari 1676. Ook is daar een straat naar hem genoemd: de Ruyter utca. Debrecen was in de 17e eeuw het centrum van de Hongaarse reformatie. In de kleine raadszaal van het Gereformeerde Collegium in de stad bevindt zich ook een schilderij van de 19e-eeuwse Hongaarse kunstenaar Tamás Miklos Nemes, waarop de bevrijding van de predikanten is afgebeeld.
- In 2004 eindigde Michiel De Ruyter op nr. 7 bij de verkiezing van De grootste Nederlander.
- In 2005 werd De Ruyters scheepsjournaal over de expeditie naar Afrika en Amerika in 1664 en 1665, door de Linschoten-Vereeniging heruitgegeven.
- In maart 2007 verscheen "Het geheim van Michiel de Ruyter", een stripverhaal over het leven en de persoonlijkheid Michiel de Ruyter, getekend door Marc Verhaegen.
- Op 24 maart 2007, De Ruyter's 400e geboortedag, ging de Ouverture Michiel de Ruyter van de Nederlandse componist Henry Kelder in Groningen in première.
- In 2010 fuseerden het Ziekenhuis Walcheren en het Oosterscheldeziekenhuis tot het Admiraal de Ruyterziekenhuis, met vestigingen in Goes, Vlissingen, Middelburg en Zierikzee.
- In 2014 is er vrij naar het leven van Michiel de Ruyter een epische avonturenfilm gemaakt. Hij ging op 26 januari 2015 in première in het Nederlands Scheepvaartmuseum in Amsterdam.
- Op 14 februari 2020 heeft het Nederlands kabinet besloten de marinierskazerne in Doorn niet te verhuizen naar Zeeland. De nog op te leveren Marinierskazerne in Vlissingen zou Michiel Adriaanszoon de Ruyterkazerne gaan heten.[noot 1]